# فرانسوا دوپرو
فرانسوا دوپرو (انگلیسی: François Dupeyron; ۱۴ اوت ۱۹۵۰ – ۲۵ فوریهٔ ۲۰۱۶) کارگردان فیلم و فیلم‌نامه‌نویس اهل فرانسه بود. فیلم وی در جشنواره فیلم کن ۲۰۰۱ شرکت کرده بود.